# Motilitás
A biológiában a motilitás vagy mozgékonyság a spontán, független, energiafelhasználással járó mozgásra való képességet jelenti. A legtöbb állat motilis, de a kifejezést az állatok mozgásán kívül jellemzően egysejtű és egyszerű többsejtű élőlényekre, valamint a többsejtűek egyes szerveinek folyadékáramoltatási mechanizmusaira szokás alkalmazni. A motilis, vízben élő szervezeteket gyakran szabadon úszó életformáknak nevezik.
A motilis életmód ellentéte a szesszilis (aljzathoz rögzült).
A motilitás utalhat az élőlény azon képességére, hogy az ételt tápcsatornáján keresztül mozgatni képes (perisztaltika) – szokás beszélni a nyelőcső, a gyomor, a bélrendszer motilitásáról, intesztinális motilitásról stb.

## Sejtszintű motilitás
A prokarióta ostortól eltérően, az eukarióta sejtek csillóit (cilia) és ostorait (flagella) összefoglaló néven undulipodiumnak (tsz. undulipodia) nevezzük; ezek hajlékony, vékony, ostorszerű nyúlványok, melyek a sejt lévő bazális testből, a kinetoszómából nőnek ki. A motilis vagy szekunder csillók és az ostorok mozgékonyak. A primer csillók érzékelésre szolgálnak, és nem mozgékonyak. Az eukarióta csilló strukturálisan megegyezik az eukarióta ostorral, funkció és/vagy hosszúság szerint szokás közöttük különbséget tenni.

### Példák egysejtű motilitásra
- a hímivarsejtek ostoruk szabályos időközönkénti mozgatásával haladnak előre (a sperma motilitása fontos szempont a meddőség okainak vizsgálatánál)
- az E. coli baktérium helikális, prokarióta ostorának forgatásával halad előre

## Taxis
A sejt mozgása történhet:
- kémiai összetevők koncentrációváltozása mentén (lásd kemotaxis)
- hőmérséklet-változás mentén (lásd termotaxis)
- a több vagy kevesebb fény irányában (lásd fototaxis)
- mágneses mező erővonalai mentén (lásd magnetotaxis)
- elektromos mező mentén (lásd galvanotaxis)
- a nehézkedési erő iránya mentén (lásd gravitaxis)
- merevség változása mentén (lásd durotaxis)
- a növekedés/vándorlás adhéziós helyei mentén (lásd haptotaxis)
- más sejtek vagy biopolimerek mentén

## Fordítás
- Ez a szócikk részben vagy egészben a Motility című angol Wikipédia-szócikk ezen változatának fordításán alapul.  Az eredeti cikk szerkesztőit annak laptörténete sorolja fel. Ez a jelzés csupán a megfogalmazás eredetét és a szerzői jogokat jelzi, nem szolgál a cikkben szereplő információk forrásmegjelöléseként.